# Danh sách tòa nhà cao nhất Bà Rịa – Vũng Tàu

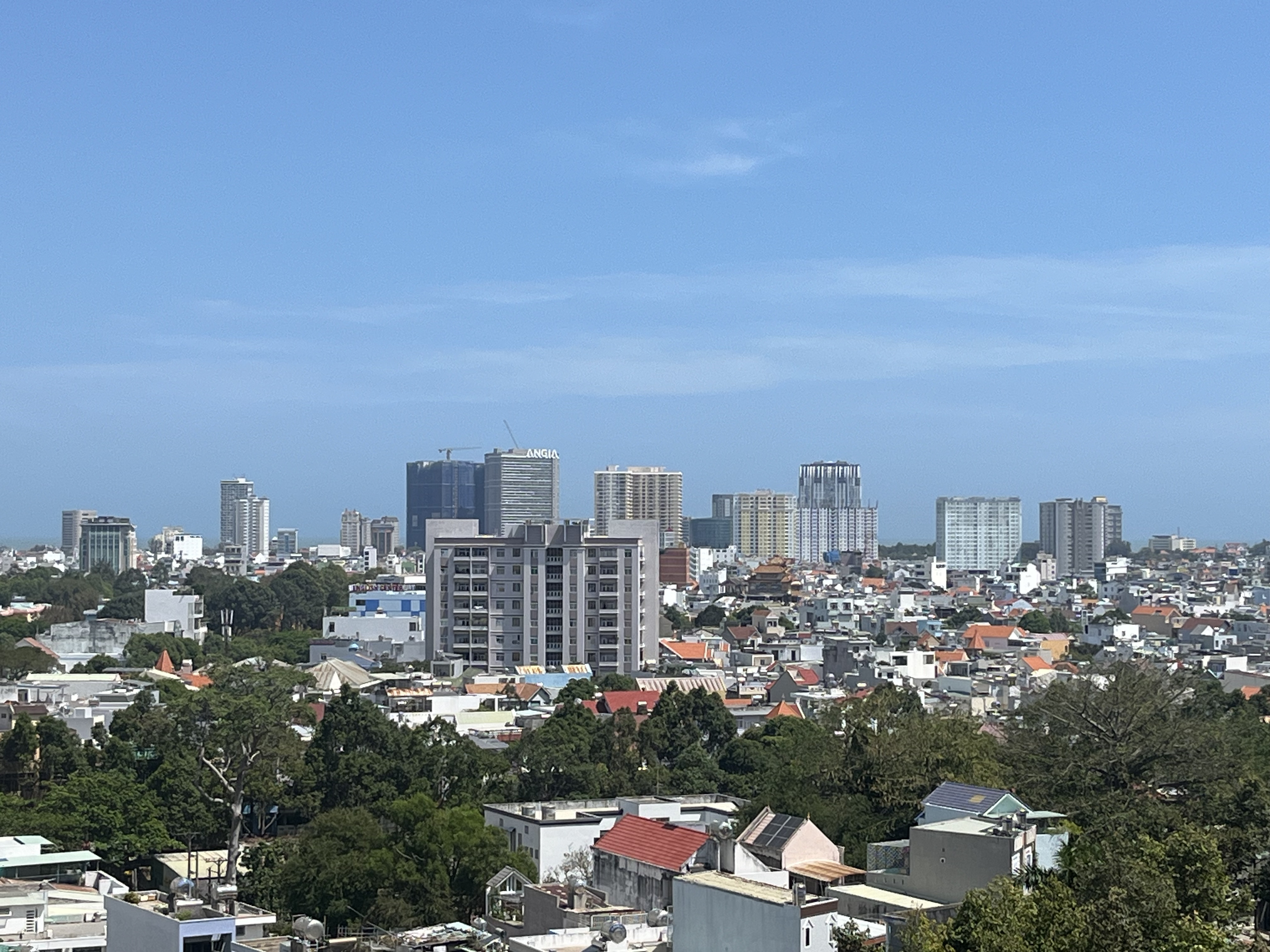
Đường chân trời thành phố Vũng Tàu năm 2024.

Đây là Danh sách tòa nhà cao nhất tại Bà Rịa-Vũng Tàu được xếp hạng dựa trên chiều cao của tòa nhà (độ cao tính từ chân tòa nhà đến phần cấu trúc cao nhất của tòa nhà). Các tòa tháp chẳng hạn như các tháp phát sóng, đài tưởng niệm không được coi là một tòa nhà vì chúng không phải là công trình có thể ở được, các tòa tháp như thế sẽ không xuất hiện trong bảng xếp hạng này.
Tỉnh Bà Rịa - Vũng Tàu hiện có 72 tòa nhà đã hoàn thành (bao gồm 9 tòa nhà trọc trời cao trên 100 mét và 64 tòa nhà cao tầng. Tòa nhà cao nhất Bà Rịa - Vũng Tàu hiện tại là The Sóng cao 130 mét và 36 tầng.
Các tòa nhà cao tầng đa số đều tập trung tại thành phố Vũng Tàu với các tòa nhà cao trên 100 mét đều ở đây.

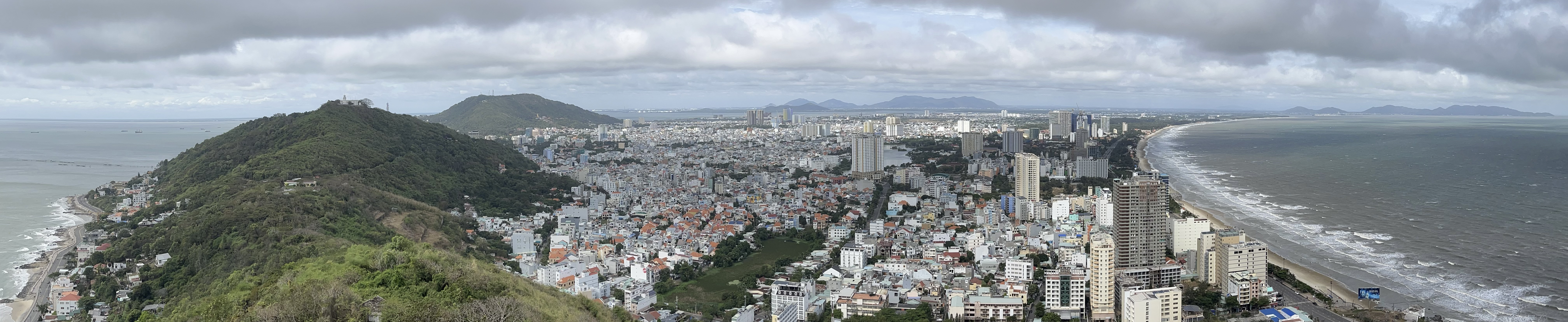
Đường chân trời thành phố Vũng Tàu nhìn từ núi Tao Phùng vào năm 2023 với cái tòa nhà thuộc khu vực trung tâm thành phố Vũng Tàu.

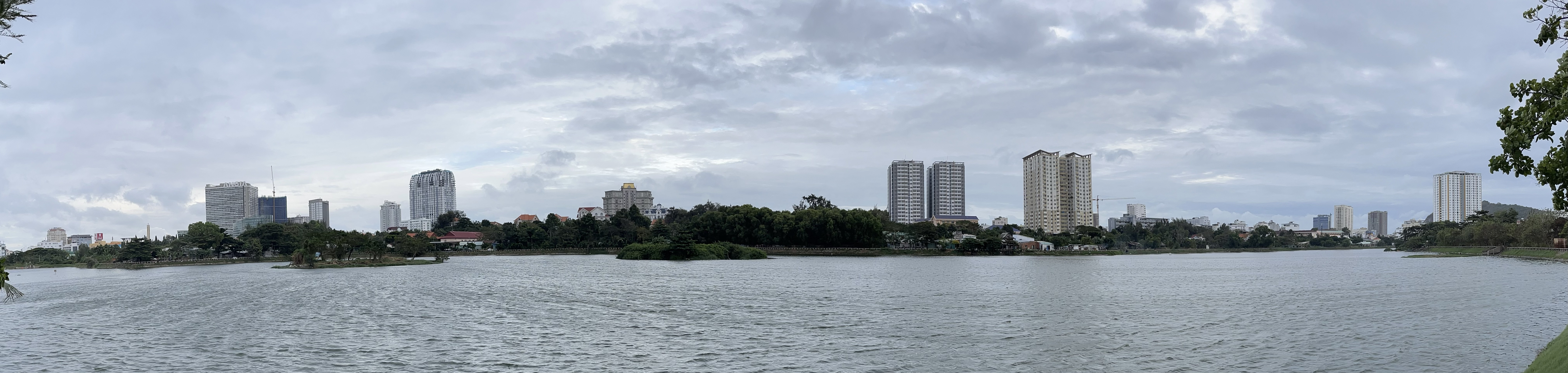
Đường chân trời thành phố Vũng Tàu nhìn từ hồ Bàu Sen vào năm 2023 với một số tòa nhà từ trái sang phải là: The Sóng (130m), Tổ hợp Vũng Tàu Pearl (113,2m), Chung cư Thắng Tam (71m), OCS Land (71m) và The Melody (88m).

| Khu vực   | ≥50m | ≥100m |
| --------- | ---- | ----- |
| Vũng Tàu  | 62   | 9     |
| Phú Mỹ    | 5    | 0     |
| Xuyên Mộc | 3    | 0     |
| Bà Rịa    | 1    | 0     |
| Long Điền | 1    | 0     |

## Tòa nhà đã hoàn thành
Dưới đây là danh sách tất cả các tòa nhà tại tỉnh Bà Rịa - Vũng Tàu đã hoàn thành có chiều cao trên 50 m hoặc trên 15 tầng.
|  | Tòa nhà cao nhất Bà Rịa – Vũng Tàu         |
|  | Tòa nhà đã từng cao nhất Bà Rịa – Vũng Tàu |
|  | Tòa nhà đã hoàn thành phần thô             |
|  | Tòa nhà đã cất nóc                         |

| Hạng | Tòa nhà                          | Hình ảnh                                                                        | Thành phố, huyện | Phường, xã     | Chiều cao | Tầng          | Hoàn thành    | Ghi chú |
| ---- | -------------------------------- | ------------------------------------------------------------------------------- | ---------------- | -------------- | --------- | ------------- | ------------- | --- |
| 1    | The Sóng                         |                                                                                 | Vũng Tàu         | Thắng Tam      | 130       | 36            | 2022          | Tòa nhà cao nhất thành phố Vũng Tàu và cả tỉnh Bà Rịa – Vũng Tàu. Tòa nhà cao thứ 2 khu vực miền Nam (không bao gồm Thành Phố Hồ Chí Minh). |
| 2    | Lapen Center                     |                                                                                 | Vũng Tàu         | Phường 9       | 126       | 34            | 2018          | Từng là tòa nhà cao nhất Bà Rịa – Vũng Tàu từ năm 2018 cho đến năm 2022 |
| 3    | Oasky Vũng Tàu                   |                                                                                 | Vũng Tàu         | Thắng Tam      | 120       | 33            | 2016          | Có tên khác là Chung cư Sơn Thịnh 2. Từng là tòa nhà cao nhất tỉnh cho đến khu Lapen Center vượt qua vào năm 2018. |
| 4    | Vietsovpetro Plaza A             |                                                                                 | Vũng Tàu         | Phường 7       | 115       | 33            | 2016 Trì hoãn | Được khởi công xây dựng năm 2013, là tòa nhà đầu tiên vượt qua mốc 100 mét. Tuy nhiên dự án đã bị trì hoãn khi đã thi công đến tầng 32 và bỏ hoang từ năm 2016. Ngày 26-10-2022, UBND tỉnh Bà Rịa – Vũng Tàu đã đề nghị chủ đầu tư phải thi công hoàn thành và đưa tòa nhà vào sử dụng trong năm 2023. |
| 5    | Vietsovpetro Plaza B             | Vũng Tàu                                                                        | Phường 7         | 115            | 33        | 2016 Trì hoãn |               | Được khởi công xây dựng năm 2013, là tòa nhà đầu tiên vượt qua mốc 100 mét. Tuy nhiên dự án đã bị trì hoãn khi đã thi công đến tầng 32 và bỏ hoang từ năm 2016. Ngày 26-10-2022, UBND tỉnh Bà Rịa – Vũng Tàu đã đề nghị chủ đầu tư phải thi công hoàn thành và đưa tòa nhà vào sử dụng trong năm 2023. |
| 6    | Vietsovpetro Plaza C             | Vũng Tàu                                                                        | Phường 7         | 115            | 33        | 2016 Trì hoãn |               | Được khởi công xây dựng năm 2013, là tòa nhà đầu tiên vượt qua mốc 100 mét. Tuy nhiên dự án đã bị trì hoãn khi đã thi công đến tầng 32 và bỏ hoang từ năm 2016. Ngày 26-10-2022, UBND tỉnh Bà Rịa – Vũng Tàu đã đề nghị chủ đầu tư phải thi công hoàn thành và đưa tòa nhà vào sử dụng trong năm 2023. |
| 7    | Vung Tau Pearl Ruby & Opal       |                                                                                 | Vũng Tàu         | Thắng Tam      | 113,2     | 33            | 2023          | Tòa nhà cất nóc ngày 6 tháng 7 năm 2022 và dự kiến sẽ đước bàn giao vào cuối năm 2023 đầu năm 2024. |
| 8    | Vung Tau Pearl Sapphire & Topaz  | Vũng Tàu                                                                        | Thắng Tam        | 113,2          | 33        | 2023          |               | Tòa nhà cất nóc ngày 6 tháng 7 năm 2022 và dự kiến sẽ đước bàn giao vào cuối năm 2023 đầu năm 2024. |
| 9    | CSJ Tower                        |                                                                                 | Vũng Tàu         | Phường 8       | 106       | 31            | 2021          | Tên đầy đủ là Cap Saint Jacques Tower, là giai đoạn 1 nằm trong Khu phức hợp Cap Saint Jacques. |
| 10   | Vung Tau Melody A                |                                                                                 | Vũng Tàu         | Thắng Tam      | 96        | 26            | 2017          | |
| 11   | Vung Tau Melody B                | Vũng Tàu                                                                        | Thắng Tam        | 96             | 26        | 2017          |               | |
| 12   | Chung cư Sơn Thịnh               |                                                                                 | Vũng Tàu         | Phường 2       | 95        | 26            | 2012          | Tòa nhà cao nhất Bà Rịa - Vũng Tàu từ năm 2012 đến năm 2016. |
| 13   | Gateway Vũng Tàu A               |                                                                                 | Vũng Tàu         | Nguyễn An Ninh | 92,9      | 29            | 2020          | Tòa nhà cao nhất khu đông Vũng Tàu. |
| 14   | Gateway Vũng Tàu B               |                                                                                 | Vũng Tàu         | Nguyễn An Ninh | 92,9      | 29            | 2020          | Tòa nhà cao nhất khu đông Vũng Tàu. |
| 15   | Vũng Tàu Plaza A                 |                                                                                 | Vũng Tàu         | Phường 8       | 92        | 26            | 2013          | |
| 16   | Vũng Tàu Plaza B                 | Vũng Tàu                                                                        | Phường 8         | 92             | 26        | 2013          |               | |
| 17   | DIC Phoenix A                    |                                                                                 | Vũng Tàu         | Nguyễn An Ninh | 92        | 27            | 2017          | |
| 18   | DIC Phoenix B                    |                                                                                 | Vũng Tàu         | Nguyễn An Ninh | 92        | 27            | 2017          | |
| 19   | DIC Phoenix C                    |                                                                                 | Vũng Tàu         | Nguyễn An Ninh | 92        | 27            | 2018          | |
| 20   | InterContinental Grand Ho Tram   |                                                                                 | Xuyên Mộc        | Phước Thuận    | 88,7      | 18            | 2013          | Tên cũ là The Grand Ho Tram Strip. Là tòa nhà cao nhất huyện Xuyên Mộc, tòa nhà cao nhất bên ngoài thành phố Vũng Tàu. |
| 21   | Holiday Inn Resort Ho Tram Beach |                                                                                 | Xuyên Mộc        | Phước Thuận    | 88,7      | 18            | 2021          | Tên cũ là The Grand Ho Tram Strip. Là tòa nhà cao nhất huyện Xuyên Mộc, tòa nhà cao nhất bên ngoài thành phố Vũng Tàu. |
| 22   | Mermaid Seaview                  |                                                                                 | Vũng Tàu         | Thắng Tam      | 82        | 22            | 2019          | |
| 23   | Gold Sea                         |                                                                                 | Vũng Tàu         | Phường 2       | 81        | 22            | 2019          | |
| 24   | Chung cư 242 Nguyễn Hữu Cảnh A   |                                                                                 | Vũng Tàu         | Thắng Nhất     | 78        | 23            | 2013          | |
| 25   | Chung cư 242 Nguyễn Hữu Cảnh B   | Vũng Tàu                                                                        | Thắng Nhất       | 78             | 23        | 2013          |               | |
| 26   | Malibu Hotel                     |                                                                                 | Vũng Tàu         | Thắng Tam      | 76        | 20            | 2016          | |
| 27   | Fusion Suites Vung Tau           |                                                                                 | Vũng Tàu         | Phường 2       | 76        | 20            | 2020          | |
| 28   | Kim Tơ Tower                     |                                                                                 | Long Điền        | Phước Tỉnh     | 75,2      | 21            | 2013          | Tòa nhà cao nhất huyện Long Điền. |
| 29   | Hodeco Plaza A                   |                                                                                 | Vũng Tàu         | Phường 7       | 75        | 21            | 2007          | Tòa nhà cao nhất Bà Rịa - Vũng Tàu từ năm 2007 đến năm 2012. |
| 30   | Hodeco Plaza B                   | Vũng Tàu                                                                        | Phường 7         | 75             | 21        | 2007          |               | Tòa nhà cao nhất Bà Rịa - Vũng Tàu từ năm 2007 đến năm 2012. |
| 31   | OSC Land A                       |                                                                                 | Vũng Tàu         | Thắng Tam      | 72        | 21            | 2012          | |
| 32   | OSC Land B                       | Vũng Tàu                                                                        | Thắng Tam        | 72             | 21        | 2012          |               | |
| 33   | The Imperial Hotel               |                                                                                 | Vũng Tàu         | Thắng Tam      | 72        | 19            | 2016          | |
| 34   | Chung cư Thắng Tam A             |                                                                                 | Vũng Tàu         | Thắng Tam      | 72        | 21            | 2021          | |
| 35   | Chung cư Thắng Tam B             | Vũng Tàu                                                                        | Thắng Tam        | 72             | 21        | 2021          |               | |
| 36   | Premier Pearl Hotel              |                                                                                 | Vũng Tàu         | Phường 2       | 72        | 19            | 2021          | |
| 37   | Seaview 1                        |                                                                                 | Vũng Tàu         | Phường 10      | 71        | 21            | 2009          | |
| 38   | Seaview 2                        | Duong Ba thang hai, tp Vungtau,vn - panoramio.jpg                               | Vũng Tàu         | Phường 10      | 71        | 21            | 2009          | |
| 39   | Vũng Tàu Center                  |                                                                                 | Vũng Tàu         | Thắng Nhì      | 70,6      | 19            | 2016          | |
| 40   | Saigonres Tower                  |                                                                                 | Vũng Tàu         | Thắng Tam      | 68        | 20            | 2010          | |
| 41   | Blue Sea Hotel                   |                                                                                 | Vũng Tàu         | Thắng Tam      | 68        | 20            | 2012          | |
| 42   | Bình Giã Resident                |                                                                                 | Vũng Tàu         | Phường 8       | 68        | 20            | 2018          | |
| 43   | Mepros Hotel                     |                                                                                 | Vũng Tàu         | Thắng Tam      | 68        | 20            | 2014 Trì hoãn | Bị trì hoãn từ khoảng năm 2014 và thi công cầm chừng cho đến hiện tại |
| 44   | Chung cư Sơn Thịnh 3             |                                                                                 | Vũng Tàu         | Thắng Tam      | 67,8      | 20            | 2018 Trì hoãn | Tòa nhà cao 28 tầng, 96,5 mét và hiện tại đang trì hoãn ở tầng thứ 21. |
| 45   | Chung cư Lô A Nam Kỳ Khởi Nghĩa  | Vung Tau at night.jpg                                                           | Vũng Tàu         | Phường 3       | 67,2      | 19            | 2014          | |
| 46   | Hodeco Phú Mỹ A                  |                                                                                 | Phú Mỹ           | Phú Mỹ         | 66        | 18            | 2012          | Tòa nhà cao nhất thị xã Phú Mỹ. |
| 47   | Hodeco Phú Mỹ B                  | Phú Mỹ                                                                          | Phú Mỹ           | 66             | 18        | 2012          |               | Tòa nhà cao nhất thị xã Phú Mỹ. |
| 48   | Oyster Bay Vũng Tàu              |                                                                                 | Vũng Tàu         | Phường 5       | 65,5      | 16            | 2024          | Tòa nhà cất nóc ngày 28 tháng 11 năm 2020 và đang thi công nội thất. |
| 49   | PVC-MS Tower                     |                                                                                 | Vũng Tàu         | Thắng Nhất     | 65        | 19            | 2011          | |
| 50   | Vias Hotel                       |                                                                                 | Vũng Tàu         | Phường 8       | 65        | 17            | 2018          | |
| 51   | Mermaid Seaside                  |                                                                                 | Vũng Tàu         | Phường 5       | 65        | 17            | 2019          | |
| 52   | Chung cư Lô B Nam Kỳ Khởi Nghĩa  | Vung Tau at night.jpg                                                           | Vũng Tàu         | Phường 3       | 64        | 18            | 2012          | |
| 53   | Osimi Phú Mỹ A                   |                                                                                 | Phú Mỹ           | Phú Mỹ         | 63,5      | 18            | 2022          | |
| 54   | Osimi Phú Mỹ B                   | Phú Mỹ                                                                          | Phú Mỹ           | 63,5           | 18        | 2022          |               | |
| 55   | Seaview 4                        | Duong ba thang hai va nguyen huu canh, p10, tp vung tau vietnam - panoramio.jpg | Vũng Tàu         | Phường 10      | 61        | 18            | 2009          | |
| 56   | Silver Sea Tower                 |                                                                                 | Vũng Tàu         | Phường 1       | 61        | 18            | 2010          | |
| 57   | Golf Phu My Hotel                |                                                                                 | Phú Mỹ           | Phú Mỹ         | 61        | 16            | 2011          | |
| 58   | Thủy Tiên Building               |                                                                                 | Vũng Tàu         | Phường 5       | 61        | 18            | 2014          | |
| 59   | Bệnh viện Đa khoa Bà Rịa         |                                                                                 | Bà Rịa           | Long Tâm       | 58        | 17            | 2015          | Tòa nhà cao nhất thành phố Bà Rịa |
| 60   | Chung cư 145 Condominium         |                                                                                 | Vũng Tàu         | Phường 2       | 55        | 16            | 2008          | |
| 61   | Lakeside Apartment A             |                                                                                 | Vũng Tàu         | Nguyễn An Ninh | 55        | 16            | 2010          | Tòa nhà bao gồm 2 block A1 và A2 |
| 62   | Lakeside Apartment B             |                                                                                 | Vũng Tàu         | Nguyễn An Ninh | 55        | 16            | 2010          | |
| 63   | Lakeside Apartment C             |                                                                                 | Vũng Tàu         | Nguyễn An Ninh | 55        | 16            | 2010          | |
| 64   | Tòa nhà điều hành Vietsovpetro   |                                                                                 | Vũng Tàu         | Thắng Nhì      | 55        | 16            | 2015          | |
| 65   | Hoa Tiêu Hotel                   |                                                                                 | Vũng Tàu         | Phường 2       | 53        | 14            | 1999          | Tòa nhà cao nhất Bà Rịa - Vũng Tàu từ năm 1999 đến năm 2007. |
| 66   | Mélia Hồ Tràm                    |                                                                                 | Xuyên Mộc        | Phước Thuận    | 53        | 14            | 2019          | |
| 67   | Chung cư Ngô Đức Kế A            |                                                                                 | Vũng Tàu         | Phường 7       | 51        | 15            | 2005          | |
| 68   | Chung cư Ngô Đức Kế B            | Vũng Tàu                                                                        | Phường 7         | 51             | 15        | 2005          |               | |
| 69   | Petro Hotel                      |                                                                                 | Vũng Tàu         | Phường 1       | 51        | 15            | 2009          | |
| 70   | Chung cư Bình An                 |                                                                                 | Vũng Tàu         | Phường 10      | 51        | 15            | 2017          | |
| 71   | Ruby Tower                       |                                                                                 | Vũng Tàu         | Phường 8       | 51        | 15            | 2018          | |
| 72   | The Cap Hotel                    |                                                                                 | Vũng Tàu         | Thắng Tam      | 51        | 15            | 2020          | |

## Tòa nhà đang xây dựng
Danh sách bao gồm các cao ốc đang được xây dựng hoặc chưa cất nóc.
| Hạng | Tòa nhà                         | Hình ảnh | Vị trí    | Chiều cao | Tầng | Dự kiến hoàn thành |
| ---- | ------------------------------- | -------- | --------- | --------- | ---- | ------------------ |
| 1    | CSJ Complex C3                  |          | Vũng Tàu  | 106       | 31   | 2025               |
| 2    | CSJ Complex C4                  |          | Vũng Tàu  | 92        | 27   | 2025               |
| 3    | Chí Linh Center                 |          | Vũng Tàu  | 90,2      | 25   | 2024               |
| 4    | Tumys Phú Mỹ T1                 |          | Phú Mỹ    | 85        | 25   | 2024               |
| 5    | Tumys Phú Mỹ T2A                | Phú Mỹ   | 85        | 25        | 2024 |                    |
| 6    | Tumys Phú Mỹ T2B                | Phú Mỹ   | 85        | 25        | 2024 |                    |
| 7    | DoubleTree by Hilton Vung Tau A |          | Vũng Tàu  | 88        | 23   | 2025               |
| 8    | DoubleTree by Hilton Vung Tau B | Vũng Tàu | 88        | 23        | 2025 |                    |
| 9    | Alaric Tower                    |          | Vũng Tàu  | 83,2      | 18   | 2023               |
| 10   | Hồ Tràm Complex The Ocean       |          | Xuyên Mộc | 71        | 21   | 2024               |
| 11   | Hồ Tràm Complex The Sand        |          | Xuyên Mộc | 71        | 21   | 2024               |
| 12   | Hồ Tràm Complex The Sea         |          | Xuyên Mộc | 71        | 21   | 2024               |
| 13   | Hồ Tràm Complex The Soul        |          | Xuyên Mộc | 71        | 21   | 2024               |
| 14   | Hồ Tràm Complex The Sun         |          | Xuyên Mộc | 71        | 21   | 2024               |
| 15   | Hồ Tràm Complex The Wave        |          | Xuyên Mộc | 71        | 21   | 2024               |
| 16   | Hồ Tràm Complex The Wind        |          | Xuyên Mộc | 71        | 21   | 2024               |
| 17   | Cross Long Hải Forest           |          | Đất Đỏ    | 67,3      | 18   | 2023               |
| 18   | Cross Long Hải Seashine         | Đất Đỏ   | 60,9      | 16        | 2023 |                    |
| 19   | Hyatt Regency Ho Tram           |          | Xuyên Mộc | 57        | 15   | 2023               |
| 20   | Nhà khách Vũng Tàu              |          | Vũng Tàu  | 50        | 13   | 2023               |

## Kế hoạch, phê duyệt, đề xuất
| Hạng | Tòa nhà                              | Vị trí    | Chiều cao | Tầng | Năm  | Trạng thái |
| ---- | ------------------------------------ | --------- | --------- | ---- | ---- | ---------- |
| 1    | Vung Tau Landmark Tower              | Vũng Tàu  | 300       | 65   | -    | Tầm nhìn   |
| 2    | Tòa nhà Gò Găng                      | Vũng Tàu  | 230       | 60   | -    | Tầm nhìn   |
| 3    | Five Star Odyssey                    | Vũng Tàu  | 196,5     | 50   | -    | Đề xuất    |
| 4    | Five Star Poseidon                   | Vũng Tàu  | 185       | 43   | -    | Đề xuất    |
| 5    | Antares Beach A1                     | Vũng Tàu  | 170       | 45   | 2024 | Phê duyệt  |
| 6    | Antares Beach A2                     | Vũng Tàu  | 170       | 45   | 2024 | Phê duyệt  |
| 7    | Tổ hợp Khách sạn - Căn hộ Thùy Dương | Vũng Tàu  | 150       | 40   | -    | Đề xuất    |
| 8    | DIC Landmark                         | Vũng Tàu  | 140       | 41   | -    | Tầm nhìn   |
| 9    | Antares Beach B1                     | Vũng Tàu  | 120       | 32   | 2024 | Phê duyệt  |
| 10   | Antares Beach B2                     | Vũng Tàu  | 120       | 32   | 2024 | Phê duyệt  |
| 11   | Vung Tau Seaside Tower               | Vũng Tàu  | 116       | 34   | -    | Đề xuất    |
| 12   | Conac Plaza                          | Vũng Tàu  | 110       | 31   | 2026 | Kế hoạch   |
| 13   | Chung cư 35DB                        | Vũng Tàu  | 110       | 30   | -    | Đề xuất    |
| 14   | Chung cư 35DC                        | Vũng Tàu  | 110       | 30   | -    | Đề xuất    |
| 15   | Khách sạn Biển Đông Condotel Tower   | Vũng Tàu  | 105       | 28   | -    | Đề xuất    |
| 16   | The Meraki                           | Vũng Tàu  | 102       | 30   | 2024 | Phê duyệt  |
| 17   | Chung cư 35DA                        | Vũng Tàu  | 100       | 28   | -    | Đề xuất    |
| 18   | Chung cư 35DD                        | Vũng Tàu  | 100       | 28   | -    | Đề xuất    |
| 19   | Khu du lịch nghỉ dưỡng An Hải        | Côn Đảo   | 100       | 22   | -    | Tầm nhìn   |
| 20   | FiveSeasons Homes The Hill           | Vũng Tàu  | 85,9      | 21   | 2024 | Kế hoạch   |
| 21   | Atlantic Tower                       | Vũng Tàu  | 83,2      | 18   | 2024 | Kế hoạch   |
| 22   | Eastin Grand Hotel                   | Vũng Tàu  | 83,2      | 18   | 2024 | Kế hoạch   |
| 23   | Khách sạn Biển Đông Hotel Tower      | Vũng Tàu  | 76        | 20   | -    | Đề xuất    |
| 24   | Ocean View Manor C2                  | Long Điền | 75,2      | 21   | -    | Tầm nhìn   |
| 25   | Ambersun Tower                       | Vũng Tàu  | 69        | 15   | 2024 | Kế hoạch   |
| 26   | FiveSeasons Homes The Beach          | Vũng Tàu  | 66        | 18   | 2024 | Kế hoạch   |
| 27   | The Sea Class Carpo                  | Xuyên Mộc | 82        | 20   | -    | Phê duyệt  |
| 28   | The Sea Class Leto                   | Xuyên Mộc | 82        | 20   | -    | Phê duyệt  |
| 29   | Ixora Ho Tram Giai đoạn 2.A          | Xuyên Mộc | 75        | 22   | 2024 | Kế hoạch   |
| 30   | Ixora Ho Tram Giai đoạn 2.B          | Xuyên Mộc | 75        | 22   | 2024 | Kế hoạch   |
| 31   | The Sea Class Apollo                 | Xuyên Mộc | 75        | 18   | -    | Phê duyệt  |
| 32   | The Sea Class Artemis                | Xuyên Mộc | 75        | 18   | -    | Phê duyệt  |
| 33   | The Sea Class Eros                   | Xuyên Mộc | 68        | 16   | -    | Phê duyệt  |
| 34   | The Sea Class Selene                 | Xuyên Mộc | 68        | 16   | -    | Phê duyệt  |
| 35   | The Sea Class Sophia                 | Xuyên Mộc | 68        | 16   | -    | Kế hoạch   |
| 36   | The Sea Class Stilbon                | Xuyên Mộc | 68        | 16   | -    | Phê duyệt  |
| 37   | Poulo Condor                         | Côn Đảo   | 61        | 18   | 2024 | Đề xuất    |
| 38   | Best Western Premier                 | Xuyên Mộc | 57        | 15   | -    | Phê duyệt  |

## Đang bị trì hoãn
| Hạng | Tòa nhà              | Vị trí   | Chiều cao | Số tầng | Khởi công | Trì hoãn | Tiến độ              |
| ---- | -------------------- | -------- | --------- | ------- | --------- | -------- | -------------------- |
| 1    | Vietsovpetro Plaza A | Vũng Tàu | 115       | 33      | 2013      | 2016     | Thi công đến tầng 33 |
| 2    | Vietsovpetro Plaza B | Vũng Tàu | 115       | 33      | 2013      | 2016     | Thi công đến tầng 33 |
| 3    | Vietsovpetro Plaza C | Vũng Tàu | 115       | 33      | 2013      | 2016     | Thi công đến tầng 33 |
| 4    | Chung cư Sơn Thịnh 3 | Vũng Tàu | 96,5      | 28      | 2017      | 2018     | Thi công đến tầng 21 |
| 5    | Mepros Hotel         | Vũng Tàu | 68        | 20      | 2012      | 2014     | Hoàn thành phần thô  |

## Mốc thời gian tòa nhà cao nhất
| Số năm cao nhất | Tòa nhà                       | Hình ảnh | Chiều cao (m) | Vị trí   |
| --------------- | ----------------------------- | -------- | ------------- | -------- |
| 2022 - Hiện tại | The Sóng                      |          | 130           | Vũng Tàu |
| 2018 - 2022     | Lapen Center                  |          | 126           | Vũng Tàu |
| 2016 - 2018     | Oasky Vũng Tàu                |          | 120           | Vũng Tàu |
| 2015 - 2016     | Vietsovpetro Plaza            |          | 115           | Vũng Tàu |
| 2012 - 2015     | Chung cư Sơn Thịnh            |          | 95            | Vũng Tàu |
| 2008 - 2012     | Hodeco Plaza                  |          | 75            | Vũng Tàu |
| 1999 - 2008     | Hoa Tiêu Hotel                |          | 54            | Vũng Tàu |
| 1996 - 1999     | Khách sạn Bưu Điện            |          | 37            | Vũng Tàu |
| 1878 - 1996     | Nhà thờ chính tòa Bà Rịa (cũ) |          | 35            | Bà Rịa   |